# Hiéroglyphe égyptien E29
Pour les articles homonymes, voir Gazelle (homonymie).
La gazelle, en hiéroglyphes égyptiens, est classifiée dans la section E « Mammifères » de la liste de Gardiner ; cet hiéroglyphe y est noté E29.

## Représentation
Il représente une gazelle leptocère (Gazella leptoceros). 

## Utilisation
| g | H | s | E29 |

| g | H | s | E29 |